# La Soledad, Jerécuaro
La Soledad är en ort i Mexiko.   Den ligger i kommunen Jerécuaro och delstaten Guanajuato, i den centrala delen av landet, 180 km nordväst om huvudstaden Mexico City. La Soledad ligger 2 172 meter över havet och antalet invånare är 116.
Terrängen runt La Soledad är kuperad västerut, men österut är den platt. Runt La Soledad är det ganska tätbefolkat, med 78 invånare per kvadratkilometer. Närmaste större samhälle är Tarimoro, 15,9 km väster om La Soledad. I omgivningarna runt La Soledad växer huvudsakligen savannskog.